# Break Times
Break Times je meziškolní časopis, který býval vydáván na devíti středních školách a gymnáziích. Na těchto školách vznikaly jednotlivé redakce, které přispívaly do celkového vydání, ale tvořily i vlastní přílohy. V závěru roku 2012, rozšiřoval časopis spolupráci i s vysokými školami a také organizaci AIESEC.

## Historie

### Začátky
Break Times byl založen v květnu roku 2009 studenty Obchodní akademie v Hradci Králové. Zakladateli byli Jakub Kolmistr a Marie Moravcová. Na počátku byl jeden výtisk prodáván za 5 Kč za kopii a vycházel pod vedením šéfredaktorky Veroniky Šrámkové pouze na OAHK.
Začátkem ledna roku 2010 se k projektu časopisu Break Times připojil Jakub Misík, který se s šéfredaktorem Jakubem Kolmistrem, zamyslel nad novými projekty a redakčními plány. Potenciál myšlenky BT se tak rozvinul do dalších úrovní. Prvními společnými myšlenkami, bylo rozšíření distribuce na všechna hradecká gymnázia. Tato vize se jim povedla velmi rychle naplnit a i předčit. Break Times se tak dostal na 9 hradeckých a pardubických škol.

### Tištěná verze
Break Times v tištěné verzi vycházel ve dvou krajích – Královéhradeckém a Pardubickém. V této době tedy existovaly redakce na devíti středních školách a gymnáziích v Hradci Králové a Pardubicích.
Hradec Králové

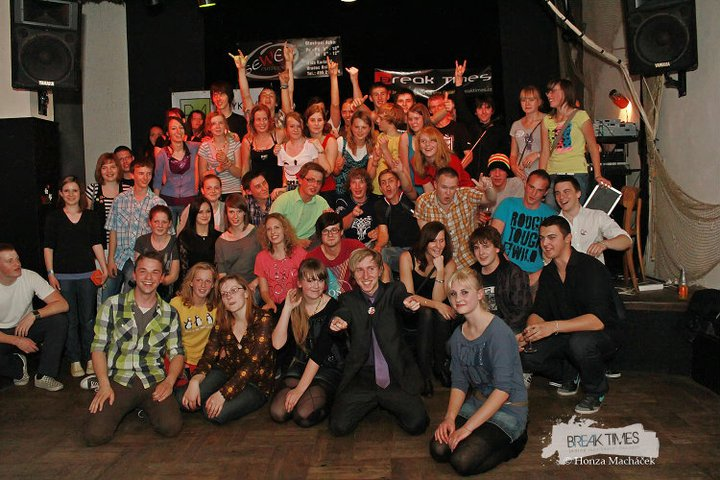
Break Times

- Biskupské gymnázium Bohuslava Balbína
- Gymnázium Boženy Němcové
- Gymnázium J. K. Tyla
- Obchodní Akademie [3]
- První soukromé jazykové gymnázium
- Zdravotní škola

Pardubice
- Gymnázium Dašická 1083

Ačkoliv byl časopis distribuován na všech školách ve stejný den, každá škola měla unikátní mutaci. Každý časopis obsahoval část věnovanou článkům z redakce dané školy a část, kde byly nejlepší články z ostatních redakcí. Nejvyšší celkový náklad byl 5 000 výtisků. Navíc každý týden vycházela v Hradeckém a Pardubickém Deníku strana věnovaná článkům od redaktorů Break Times. Dá se tedy říci, že se články redaktorů BT dostávaly k více než 60 tisícům čtenářů.

### Přechod na web
Začátkem roku 2013, časopis pozastavil vydávání tištěné verze a v současné době se zaměřil především na svůj web, který prošel totálním redesignem. BT zde vytvořil prostor pro publikační činnost širší skupiny studentů. Články jsou zde zveřejňovány průběžně a mnohdy řeší aktuální témata. Nebo upozorňují na aktuální kulturní akce regionu. V současné době je do projektu zapojeno devět středních škol z Hradce Králové a Pardubic, na tvorbě časopisu pracuje přes 80 studentů

### Vize
Mezi aktuální vize patří rozšíření působnosti Break Times o spolupráci s vysokými školami a prohloubení spolupráce s dětskými domovy. Mezi hlavní cíle patří také opětovný návrat k tištěné verzi. 

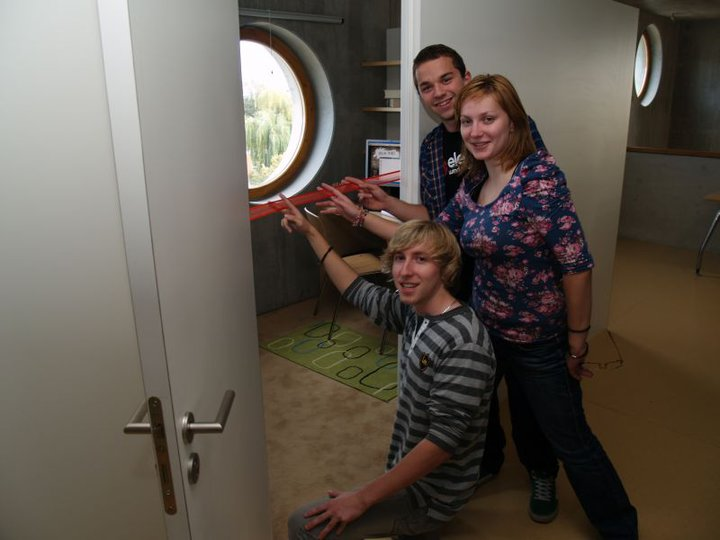
Kancelář redakce časopisu ve Studijní a vědecké knihovně v Hradci Králové

## Redakce
Redakce časopisu je rozdělena na 3 základní skupiny – vedení, šéfredaktory a redaktory. Vedení se skládá z Jakuba Kolmistra (prezident), Marie Moravcové (viceprezident) a Jakuba Misíka (viceprezident). Vedení se stará o chod a rozvoj celého časopisu. Šéfredaktoři se starají o své redaktory a komunikují s vedením. Redaktoři jsou nejpočetnější částí systému a jde o důležitou složku. Redaktoři díky svým článkům určují tvar celého média a získávají nové kontakty. Redakce se skládá dále z programátorů, grafiků, fotografů, účetní nebo PR.
Kancelář hlavní redakce a vedení sídlí ve Studijní a vědecké knihovně v Hradci Králové. Prostory knihovny poskytují zázemí. Při realizaci meetingů, workshopů nebo seminářů knihovna časopisu poskytuje další prostory, které disponují větší kapacitou. Ostatní studenti se tak na zmíněných akcích mohou scházet v Konferenčním sále nebo v učebnách.

## BT v médiích
Působnost studentského časopisu postupně proniká i do různých médií. 

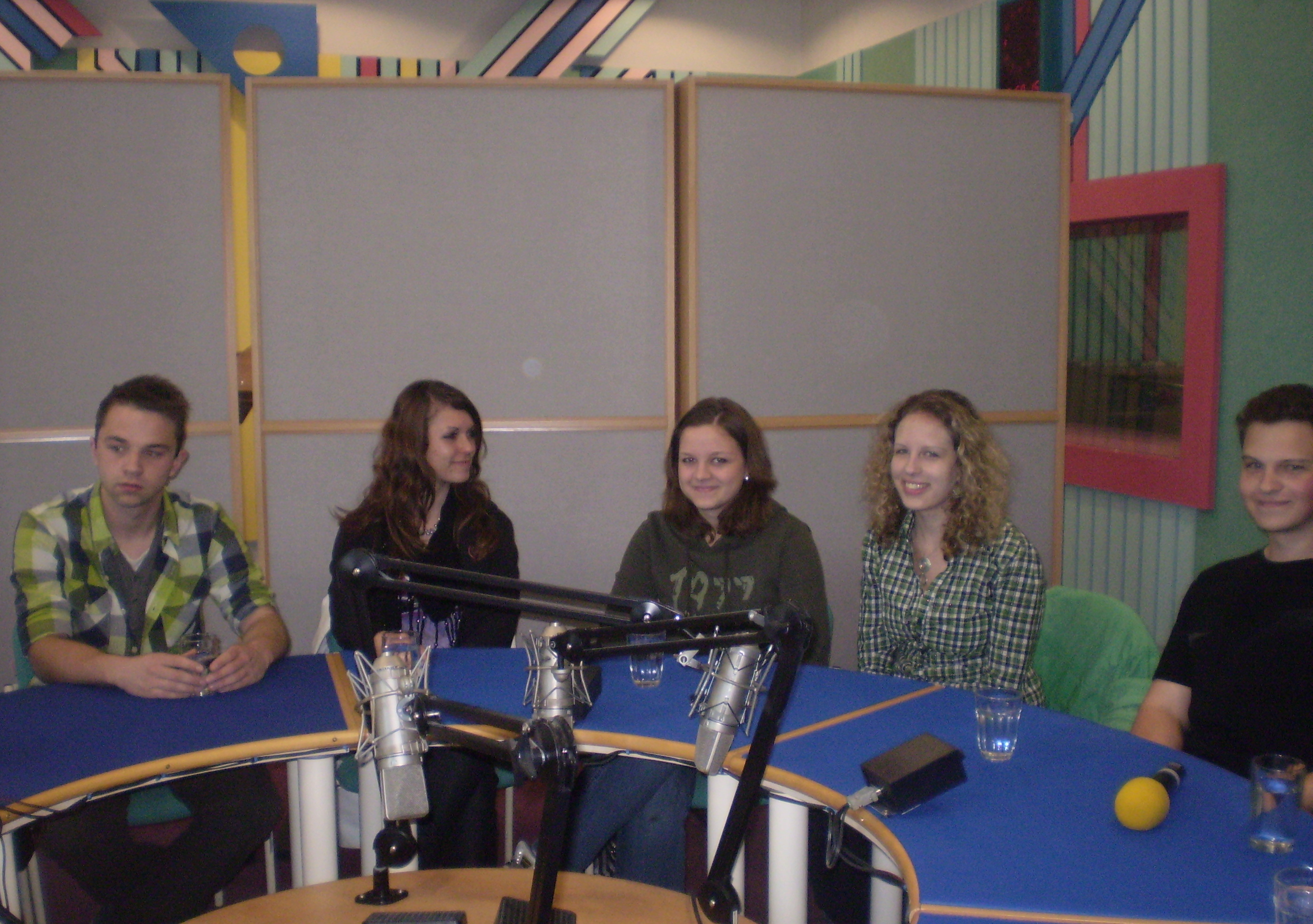
Redakce BT v diskuzním pořadu Radioklub ČRo HK

V dubnu roku 2011 byli zástupci BT pozváni do studia ČRo Hradec Králové. V diskuzním pořadu Radioklub jednotliví redaktoři rozebírali pohledy na svobodu slova, ta byla hlavním tématem tohoto vysílání. Mimoto zde představili samotný studentský časopis. Popsali jeho vznik, působnost i další plány a vize. Dále s redaktorkou rozebírali samotnou tvorbu jednotlivých vydání. Od jednotlivých článků po tisk, financování a distribuci. S redaktory byl ve studiu přítomný i ředitel Obchodní akademie Jaroslav Bajer a učitelka Českého jazyka Marie Frolová. Ti popsali začátky spolupráce školy s redaktory i to jak se následně vyvíjela.

Regionální televize RTA ve svém pořadu Minuty regionu věnovala jednu ze svých reportáží také BT. S kamerou navštívila redakci ve Studijní a vědecké knihovně v HK. Moderátorka zde zjišťovala, jak studentský časopis vznikl, co znamená jeho název, ale mimoto nahlédla i do samotného přípravného procesu dalšího vydání. Diváci tak mohli vidět, jak studenti konzultují přípravu článků a rozdělují si jednotlivé úkoly. V reportáži je také malá anketa mezi studenty – odběrateli. Regionální televize se tak snažila divákům přiblížit základní principy tohoto časopisu, kterými jsou: spojení studentů jednotlivých škol s předáním informací o studentských novinkách, sportovním a kulturním dění v regionu.